# Necip Okaner
 (avril 2008).
Si vous disposez d'ouvrages ou d'articles de référence ou si vous connaissez des sites web de qualité traitant du thème abordé ici, merci de compléter l'article en donnant les références utiles à sa vérifiabilité et en les liant à la section « Notes et références ».
Necip Okaner est né en 1892 à Istanbul et mort en 1959. Il est le 3e membre fondateur du club de football de Fenerbahçe SK. Pendant deux ans, il fut défenseur de Fenerbahçe. 